# Spiros Thomatos
Spyridon (Spiros) Thomatos-Gennatas (* 24. Juni 1932 in Aden; † 3. Januar 2012 in Zürich) war ein griechischer Gitarrist.

## Biografie
Thomatos ist auf der Insel Kefalonia im Ort Lixouri aufgewachsen. Mit ca. 15 Jahren zog er infolge einer Krankheit nach Athen. Er studierte in Athen bei Gerasimos Miliaressis und Char Ekmektzoglou und schloss seine Studien im Fach Gitarre mit dem Konzertdiplom mit der höchsten Auszeichnung ab. An der Accademia Chigiana in Siena besuchte er Meisterkurse bei Andrés Segovia. Eine rege Konzerttätigkeit führte ihn in viele Länder. Er spielte mit zahlreichen renommierten Musikerinnen und Musikern zusammen, so beispielsweise mit Louise Schlatter, Violine, Yanni Vatikiotis, Viola, Paul Haemig, Flöte, Fritz Bernard, Orgel / Klavier und Hansruedi Müller, Mandoline.
Mit Ugo Storni und Rolf Studer gründete er das Trio Thomatos. Antonio Valero und Marlis Waespe musizierten mit Thomatos im Gitarrentrio Thomatos. Ab 1959 unterrichtete er am Konservatorium Winterthur und ab 1965 am Konservatorium Zürich.

## Diskographie
- Gitarre und Mandoline, mit Hansruedi Müller, Jecklin 142
- La Serenade, Gitarrentrio Thomatos, Jecklin 145
- Le Duo, mit Yanni Vatikiotis, Jecklin 150
- Musik aus der Blütezeit, Jecklin 526